# Arturo Saldívar
Arturo Saldívar, né à Aguascalientes (Mexique) le 24 octobre 1989, est un matador mexicain.

## Le novillero
Sa première novillada piquée se déroule à Mexico en 2006. Sa carrière de novillero se poursuit en Andalousie à Séville dans les Arènes de la Real Maestranza de Caballería de Séville où il se présente pour la première fois le 2 mai 2010. Puis cette même année, on le retrouve à Cordoue  le 23 mai, à Madrid dans les arènes de Las Ventas le 24 mai, à Alicante le 18 juin, à Valence le 20 juillet. À Nîmes le 17 septembre 2010 il coupe trois oreilles.

## Le matador
Pour son alternative, qu'il prend le 31 octobre 2010 à Guadalajara  avec pour parrain « El Zotoluco » et pour témoin Sébastien Castella, il reçoit une ovation pour sa prestation devant le taureau Importante de la ganadería Los Encinos. 
Sa confirmation à Las Ventas se déroule le 15 mai 2011, avec pour parrain Morante de la Puebla et pour témoin Alejandro Talavante avec du bétail de la ganadería Joaquín Núñez del Cuvillo.
L'année 2011 est celle de nombreux succès au Mexique pour le matador, avec notamment deux oreilles et la queue à Texcoco (État de Mexico), le 22 avril, deux oreilles à Aguascalientes le 30 avril, et une sortie a hombros le 23 octobre 2011 à Guadalajara, malgré une sévère blessure reçue quelques jours plus tôt (le 12 octobre) à Calanda en Espagne.